# Millennium Run
Il Millennium Run, o Millennium Simulation (in riferimento alle sue dimensioni), consiste in una simulazione al computer del problema degli n-corpi.
Tale simulazione è utilizzata per studiare l'evoluzione nel tempo della materia dell'Universo ed i suoi risultati sono utilizzati dagli scienziati che lavorano nel campo della cosmologia fisica al fine di confrontare le osservazioni con le previsioni teoriche.

## Panoramica
Un metodo scientifico di base per verificare teorie in cosmologia consiste nel valutare le loro conseguenze in parti osservabili dell'universo. Un indizio è la distribuzione di materia, comprendente galassie e gas intergalattico, che si osserva oggi. La luce emessa da materia più distante deve viaggiare più a lungo per raggiungere la Terra; ciò significa che osservare oggetti distanti è come guardare indietro nel tempo. Questo vuol dire che l'evoluzione temporale della distribuzione di materia nell'universo può essere osservata direttamente.
Il Millennium Simulation è stato eseguito nel 2005 dal Virgo Consortium, un gruppo internazionale di astrofisici provenienti dalla Germania, dal Regno Unito, Canada, Giappone e dagli Stati Uniti. Comincia dall'epoca dell'emissione della radiazione cosmica di fondo, circa 379 000 anni dopo l'inizio dell'universo. La radiazione cosmica di fondo è stata studiata da satelliti, e le eterogeneità osservate sono servite come punto di partenza per seguire l'evoluzione della corrispondente distribuzione di materia. Usando le leggi fisiche, ritenute valide nelle cosmologie attualmente conosciute e nelle rappresentazioni semplificate di processi astrofisici osservati per influenzare le galassie reali, la distribuzione iniziale di materia può evolvere, e vengono registrate le predizioni della simulazione per la formazione di galassie e buchi neri.